# Каррара
Карра́ра (от древнелигурского «кар» — камень) — итальянский город с 62 303 жителями в провинции Масса-Каррара в Тоскане. Это самый важный центр в мире по добыче и обработке знаменитого каррарского мрамора, очень тонкого белого мрамора, добываемого в близлежащих Апуанских Альпах.
Каррара расположен в Апуанских Альпах в 100 км к северо-западу от Флоренции, в 6 км от берега Лигурийского моря.

## История
Город основан в 1235 году. В разное время принадлежал Пизе, Генуе и Милану, с XV века — владение княжеского семейства Маласпина.
Город Каррара знаменит залежами белого мрамора, добываемого в каменоломнях в окрестности города. Каррарский мрамор известен ещё с античных времён (Римский Пантеон сложен из мрамора Каррары). Ряд известных скульптур времён Возрождения, в частности, «Давид» Микеланджело также выполнены из каррарского мрамора.
Покровителем города почитается святой Цеккардо из Луни, празднование 16 июня.

## Экономика
В городе имеются незначительные предприятия химической, металлообрабатывающей, нефтеперерабатывающей промышленности.

## Достопримечательности
Основные достопримечательности города: кафедральный собор XII века, дворец XVI века (ныне в нём расположена академия изящных искусств). Также в городе имеется академия скульптуры, музей скульптуры и древностей.

## Города-побратимы
- Ереван, Армения, с 1965
- Ингольштадт, Германия
- Грасс, Франция
- Ополе, Польша